# Ścieżka audytu
Ścieżka audytu (ślad rewizyjny, ang. audit trail) – dokument zawierający przejrzysty opis przebiegu danej operacji finansowej, gospodarczej lub innego procesu od samego początku aż po zakończenie, z opisem sposobu dokumentowania i kontroli tych operacji.
Ścieżka audytu powinna umożliwiać śledzenie kolejnych faz zatwierdzania, rejestrowania i sprawdzania pojedynczej operacji lub procesu. Jest narzędziem wspomagającym zarządzanie w organizacji i jest jednym z podstawowych mechanizmów kontroli wewnętrznej, umożliwiającym wykrycie luk i niesprawności w procesie.
Ścieżka audytu często wykorzystywana jest w trakcie audytów wewnętrznych do zrozumienia przebiegu procesu, analizy kontroli wewnętrznej oraz identyfikacji słabych punktów procesu.